# Iaijutsu

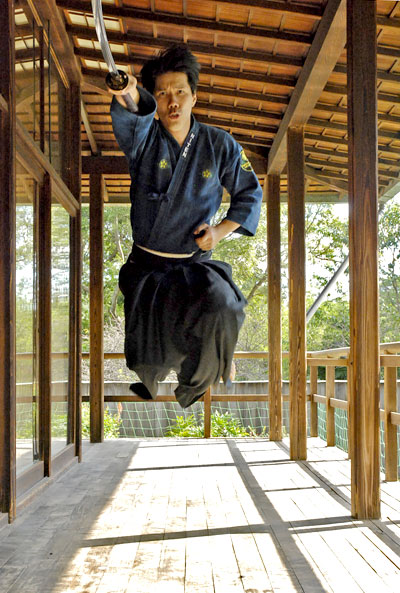
Jorge Kishikawa Sensei demonstrerar Iaijutsu i Brasilien 2007.

Iaijutsu (居合術) är japanska och betyder "tekniker för att dra svärd" och är föregångaren till den moderna budō-sporten Iaidō.
Till skillnad från kenjutsu som övas i par med träsvärd tränas iaijutsu ensamt och med fokus på att dra och hantera katana, det japanska svärdet. Det är oklart när begreppet myntades men är först dokumenterat i rullorna från skolan Tenshin Shōden Katori Shintō-ryū från 1400-talet.
Träningsformen är ritualistisk, där form och etikett har stor betydelse för säkerheten då det ofta övas med skarpa svärd. Övningarna består av en samling förutbestämda former, kata, där en serie tekniker vävs ihop i ett tänkt scenario med en eller flera imaginära motståndare.
Varje kata börjar med att dra svärdet, ofta som en attack i sig. Därefter följer ytterligare attacker eller defensiva tekniker, för att sedan avslutas med sanshin (sinnesnärvaro), chiburi (symboliskt avlägsnande av blod) och nōtō (stoppa tillbaka svärdet i skidan).